# L'Automne à Pékin
 (janvier 2015).
- Si vous ne connaissez pas le sujet, laissez ce bandeau (vous pouvez alors contacter les auteurs).
- Si vous supprimez le contenu mis en cause (vous pouvez préalablement contacter les auteurs),

argumentez précisément cette suppression dans la page de discussion
(un manque de référence n'est pas un argument ; une recherche réelle de référence doit avoir été effectuée, être formellement documentée).
 (janvier 2015).
Si vous disposez d'ouvrages ou d'articles de référence ou si vous connaissez des sites web de qualité traitant du thème abordé ici, merci de compléter l'article en donnant les références utiles à sa vérifiabilité et en les liant à la section « Notes et références ».
L'Automne à Pékin est un roman de Boris Vian, publié en 1947 aux éditions du Scorpion et réédité en 1956 aux éditions de Minuit. La couverture de la première édition était illustrée d'un dessin de Vian ; celle de 1956 était illustrée par Mose.
Le début du roman s'attache à présenter des protagonistes que rien ne rassemble, mais qui ont pour point commun de se rendre en Exopotamie, contrée désertique imaginée par Boris Vian. Le récit commence avec les péripéties d'Amadis Dudu qui, ne parvenant pas à prendre le bus pour aller travailler, se retrouve à bord du 975 qui le mène dans le désert d'Exopotamie. Ce hasard se révélera fructueux pour Amadis, qui décide de se lancer à la tête d'une entreprise de construction de chemin de fer. C'est autour de l'élaboration du chantier que se rejoindront les divers personnages du roman. Le personnage principal est Angel, qui apparaît aussi dans L'Arrache-cœur.

## Personnages du roman
- Amadis Dudu, tente avec beaucoup de difficulté de prendre le bus 975. Il prendra la direction du chantier des chemins de fer d'Exopotamie ;
- Le Baron Ursus de Jeanpolent, Président du Directoire de la Société du Chemin de Fer d'Exopotamie (allusion humoristique à Jean Paulhan)
- Claude Léon, employé de bureau, puis ermite en Exopotamie ;
- Anne, ingénieur commercial à la Compagnie des fabricants de Cailloux ;
- Rochelle, secrétaire, amoureuse d'Anne ;
- Angel, ingénieur chez un tourneur de verres pour lampes, ami de Anne, il est amoureux de Rochelle ;
- Cornelius Onte, ingénieur nommé responsable du chantier d'Exopotamie ;
- Lavande, une "négresse ravissante" ;
- Professeur Mangemanche, médecin passionné d'aéromodélisme ;
- L'interne, assistant du professeur Mangemanche ;
- Athanagore Porphryrogénète, archéologue en Exopotamie ;
- Martin Lardier, assistant ou factotum de l'archéologue, Martin aime Dupont ;
- Dupont, cuisinier d'Athanagore ;
- Cuivre, creuse pour l'archéologue ;
- Brice et Bertil, frères, creusent pour l'archéologue ;
- Joseph Barrizone, alias Pippo, propriétaire de l'hôtel Barrizone en Exopotamie ;
- L'abbé Petitjean ;
- Arland, le contremaître. Il est régulièrement qualifié de "salaud" par les employés (c'est une satire transparente du critique Marcel Arland qui avait éreinté les livres de Vian) ;
- Didiche et Olive, enfants des deux ouvriers travaillant sur les chantiers d'Exopotamie.

## Un dispositif métanarratif
Avec L'Automne à Pékin, Boris Vian s'inscrit dans une tradition romanesque héritée de Jacques le Fataliste en mettant en place un dispositif métanarratif. Dans les quatre différents « Passages » qui structurent le roman, le narrateur arrête volontairement le récit pour livrer un commentaire réflexif sur l'histoire en train de se faire. Cette intervention du narrateur perturbateur brise l'illusion romanesque en exposant au grand jour les ficelles du récit : le premier passage fait ainsi référence aux « chapitres » et mentionne que « le désert constitue un décor », rappelant au lecteur que l'histoire est construite, fausse, et non réelle.  Les « Passages » assurent également la transition entre chaque chapitre : il est le lieu où le narrateur commente l'action qui vient de se dérouler, et expose, au futur, son programme pour les chapitres à venir.[réf. nécessaire]
Ces digressions ont notamment un fort potentiel comique : ce regard un peu moqueur du narrateur sur son récit met en avant l'absurde du roman.

## Intertextualité et influences
Un univers tout à fait propre à Vian est mis en place dans son œuvre : par le ton comico-absurde employé, mais aussi par des éléments transversaux qui constituent des ponts entre ses différents romans. Ainsi, Angel, le personnage central de L'Automne à Pékin, est aussi le mari et le père des enfants de Clémentine dans L'Arrache-cœur et le professeur Mangemanche est un personnage de L'Écume des jours. Le professeur y fait directement référence lorsqu'au détour d'un dialogue avec son interne, ce dernier l'insulte et lui dit qu'il est "un sale vieux bonhomme". Le professeur lui répond "c'est exprès (…). C'est pour me venger. C'est depuis que Chloé est morte." Or, c'est bien le professeur Mangemanche qui soignait Chloé, la femme de Colin, dans L'Écume des jours. Un phénomène de transfert d'une œuvre à l'autre concerne ainsi plusieurs personnages du roman de Vian.
Vian ne se contente pas de puiser son inspiration à la seule source de ses romans, comme le note Jacques Duchâteau. Certains personnages font ainsi référence à des personnalités de la scène littéraire contemporaine. Vian règle alors ses comptes avec l'écrivain catholique Jean Grosjean, ainsi que Jean Paulhan (le Baron Ursus de Janpolent) et Marcel Arland ("un beau salaud"). Cependant Jacques Lemarchand, qui avait marqué à Vian son soutien lors d'une remise de prix littéraire, a lui droit à une avenue.

## Une œuvre ouverte

### La question du sens
La dernière phrase du roman pose la question du sens : « on peut concevoir n'importe quelle solution » affirme Boris Vian. L'Automne à Pékin correspond à la définition qu'Umberto Eco fait de « l’œuvre ouverte », car c'est un récit qui se refuse à toute interprétation univoque : des indices sont disséminés au fil des pages afin de rendre ambiguë toute tentative d'interprétation. À commencer par le titre, vide de sens à première vue car il n'est ni question d'automne, ni de Pékin dans le récit. Cependant, comme le souligne Dominique Goosens, le titre fait en réalité sens en tant qu'il annonce l'image de vide, centrale dans le roman, et reflète une intrigue absurde, sans queue ni tête, insignifiante. Toute l'histoire repose en effet cette devise, l'inutilité, car il s'agit de « bâtir sur du sable », dans le désert d'Exopotamie, une ligne de chemin de fer. Face à l'inutilité manifeste de cette ligne dans un endroit dépeuplé, se révèle celle de toute l'entreprise car dès que la construction est achevée, le chemin de fer s'effondre, englouti dans les fouilles d'Athanagore, entraînant dans sa chute le train et tous ses voyageurs. Ainsi l'intrigue s'achève-t-elle sur du vide : tout ce que le roman a construit s'est trouvé, à la fin, déconstruit.[réf. nécessaire]
Cette absence de sens est également signalée par le ressort de l'absurde : il en va ainsi des adynatons tels que « par malheur, il ne visa pas bien et se guérit d'une néphrite du mollet qu'il n'avait pas encore attrapé, ce qui le retarda »1, et des épigrammes détournés qui marquent volontairement la plus grande distance possible avec le récit, et par là leur inutilité[réf. nécessaire] :

"Louise :
- Oui.
François de CUREL, Le repas du lion, G. Grès, acte 4, sc.2, p.175"

#### Subversion de la temporalité romanesque
Comme le laisse entendre le dernier passage, un nouvel équipage arrive dans le désert d' Exopotamie, sous la direction d'Antenne Pernot, afin d'y construire une nouvelle ligne de chemin de fer. L'Automne à Pékin  est donc une œuvre inachevée, et même sans fin, comme le suggère sa structure cyclique : tout est condamné à se répéter.
La circularité de l’œuvre met en évidence sa temporalité paradoxale[pas clair] : L'Automne à Pékin met en scène un récit constamment présent, et ne laisse aucune place au passé ni au futur. S'il n'est fait aucune référence au passé, et que les personnages n'ont aucune existence antérieure (mis à part les quelques personnages qui relèvent du jeu intertextuel de Vian),  les différents « Passages », par l'emploi du futur, font l'objet de prolepses : mais le futur n'en est pas moins aboli, car la plupart de ces prolepses se révèlent fausses ou inutiles au récit.[réf. nécessaire]
Gérard Durozoi repère également un deuxième trouble de la temporalité romanesque : la discordance entre temps de la narration et temps de la fiction. La fiction est retardée : elle ne débute qu'après le premier « Passage ». La narration débute alors sans prendre part à la fiction : chaque chapitre noté A, B, C, D, introduisent les groupes de personnages qui vont par la suite prendre part à la fiction (Amadis Dudu ; Claude Léon ; Angel, Anne et Rochelle ; le professeur Mangemanche). Cette discordance entre temps de la narration et temps de la fiction est marquée d'un point de vue structural par l'abandon, après le premier passage, de la notation par lettre. Une nouvelle structure est adoptée, un nouveau récit peut commencer.

## Le comique dansL'Automne à Pékin

### La figure du narrateur
Le narrateur de L'Automne à Pékin a une place centrale dans le dispositif comique du roman. Il joue sur les mots employés et n'hésite pas à dépasser sa fonction d'organisateur de la diégèse pour intervenir dans le récit. Il commente ainsi le déroulement de l'action :
"Ils marchaient côte à côte, les herbes vertes chatouillaient les jambes d'Athanagore, et frottaient doucement le pantalon de toile d'Angel, et sous leurs pieds, les coquilles vides des petits escargots jaunes éclataient avec un jet de poussière, et un son clair et pur, comme une goutte d'eau tombant sur un lame de cristal en forme de cœur, ce qui est cucu."
Le narrateur ne se contente pas de livrer le récit au lecteur, mais le commente, lui attribue une valeur. Les groupes nominaux et verbaux s'enchaînent dans les phrases, gonflant le lieu commun du discours amoureux qui est convoqué par le narrateur jusqu'à ce que ce dernier intervienne lui-même pour le dégonfler, en fin de phrase, par la juxtaposition du commentaire "ce qui est cucu".
Le narrateur intervient également par la figure du mot-valise étudiée par Noël Arnaud. La "significassité" (contraction de signification et d'efficacité) d'une expression, acquiert alors une double dimension. Par exemple, le narrateur commente le ton employé par Amadis : " - On ne m'a pas prévenu, docteur, dit Amadis qui s'amadisouait". Le néologisme du verbe "s'amadisouer" est créé par la contraction du prénom Amadis et du verbe "amadouer" utilisé ici dans son mode pronominal, dans un jeu autour des sonorités et de la graphie commune aux deux mots. Un lien fort entre le nom et le verbe est ainsi instauré, le verbe décrivant l'action d'Amadis comme lui étant propre, jouant sur la force du narrateur comme créateur d'une onomastique propre à l'œuvre et même recréateur de mots, spécifiques à ses personnages.

### Le grotesque de Vian
Le rire dans L'Automne à Pékin est propre à la réécriture par Vian du thème du grotesque. Des objets inventés de toutes parts, imaginaires, sont en effet décrits par Nicole Buffard-O'Shea comme réinventant la tradition littéraire du grotesque, dans son aspect positif et comique et non dans le dégoût qu'il peut inspirer. La figure de l'animal-objet ou de la machine-animal est présente dans l'œuvre à de nombreuses reprises. Le bus emprunté par Amadis Dudu pour se rendre au travail et qui l'emmène finalement en Exopotamie est ainsi animalisé, il adopte un comportement félin: "le moteur ronronnait régulièrement car on venait de lui donner une pleine assiettée d'arêtes de poisson-chat". Le verbe "ronronner" connote une attitude féline, il est redoublé par le substantif "poisson-chat" comme pour sous-entendre plus encore cette attitude par le "chat" présent dans "poisson-chat", qui n'est pourtant pas relié directement au fait d'être chat. Autre exemple, un "égalisateur" (qui n'est autre qu'une arme à feu), repose près d'un morceau de fromage situé dans une assiette. Ce dernier est "effrayé, s'éloign[e] de toute sa vitesse". Le bus devient chat, le fromage peut se mouvoir : des éléments incompatibles fusionnent, et l'animation de l'inanimé entraîne les objets vianesques du côté d'un impossible grotesque.
L'attachement de Boris Vian au mouvement 'Pataphysique est constitutif de cette volonté de s'émanciper de la réalité matérielle des choses et du monde. Ainsi, selon les principes de la 'Pataphysique, tout se vaut et tout est sérieux. Vian peut ainsi légitimement créer un univers qui s'extrait du domaine des possibles.

### Saper les institutions pour le rire, par le rire
L'Église est raillée par Vian et ses rituels sont parodiés pour prêter au rire. Vian détourne ainsi l'expression "Notre Sainte Mère l'Église cornue et apostillonique", comme le montre Nicole Buffard-O'Shea dans son livre Le Monde de Boris Vian et le grotesque littéraire. Si l'adjectif "cornue" rappelle les enfers, le diable et les cornes de l'infidélité, le mot-valise "apostillonique" est créé à partir de la fusion de l'adjectif "apostolique" et du nom "postillon". Comme le décrit Buffard-O'Shea: "le domaine sacré de l'Eglise est assimilé à une situation de péché et il est topographiquement rabaissé au domaine physique dans un de ses aspects les plus bas, les sécrétions naturelles".
Le personnage de l'Abbé Petitjean est tout à fait symbolique de cette subversion de la litanie catholique. Celui-ci s'accorde en permanence des "dispenses" et des "dérogations" pour pouvoir faire ce qui lui plaît : il n'hésite pas à uriner en public et a une consommation d'alcool déraisonnable, ce qui ne semble pas le choquer outre-mesure. Le rire est ainsi associé à un sentiment d'incertitude, créé par la modification d'un univers connu de tous, parodié par l'auteur. Les rites catholiques sont réduits à des jeux de langage, des phrases que les uns commencent et que les autres finissent comme preuve de leur connaissance du catéchisme, sans plus de sens que les formules proférées par des enfants dans une cour d'école : 
" - Et ma conscience ?... dit Petitjean. Pimpanicaille, roi des papillons...
- En jouant à la balle s'est cassé le menton !... s'exclamèrent en chœur les trois autres.
- Bon, dit Petitjean. Si vous connaissez le rituel aussi bien que moi vous pouvez venir tous les trois."

## Une odeur de mort
Cependant, le comique est teinté d'humour noir, et acquiert même lors de certains passages une dimension purement tragique. Une odeur de mort se fait sentir sur ce roman à vocation humoristique. Presque tout le monde meurt dans L'Automne à Pékin : à la fin du roman, seuls Angel, Athanagore, Claude Léon, Lavande et l'abbé Petitjean survivent. Trois personnages font figure de meurtriers : Claude Léon, le professeur Mangemanche et Angel. L'atmosphère du roman est donc ternie par une certaine violence.
La mort du pittoresque hôtelier Pippo Barrizone est empreinte d'absurde, il finit scalpé par le surpuissant Ping 709, le modèle réduit d'avion de course construit par le Professeur Mangemanche...ce qui contrant ce dernier au suicide car il se retrouve "en déficit" . Perturbé par la mort de Chloé (Cf supra) il avait précédemment , par dépit , tué beaucoup de patients et le décès accidentel de Barrizone contrevient à une règle déontologique propre au monde absurde où est situé le roman, en faisant pencher son score vers un décès de trop dans son carnet professionnel où sont mentionnés sur une colonne les morts et sur l'autre les patients sauvés: Il se jette avec sa voiture dans une sorte de mur de sables mouvants qui limite le désert d'Exopotamie, métaphore d'un au-delà inconnu et incompréhensible.
Boris Vian place son roman sous d'autres influences que le roman comique : dans le chapitre B consacré à Claude Léon, il détourne ainsi les codes du roman noir et du cinéma américain des années quarante, procédé déjà entrepris dans ses romans policiers signés Vernon Sullivan. L'angoisse qui pousse Claude Léon au meurtre est mise en évidence par le procédé d'hypotypose qui détaille chaque geste, chaque pensée du personnage ; le lecteur voit ainsi se dérouler l'action sous ses yeux comme au cinéma, à l'instar de Claude Léon qui, après avoir tiré sur ses deux victimes, " souffla sur le canon, comme il l'avait vu faire au cinéma ".

## Adaptation
- L'Automne à Pékin, bande dessinée de Gaëtan et Paul Brizzi, Éditions Futuropolis, septembre 2017